# Gamdou (Bouné)
Gamdou (auch: Gamdu) ist ein Dorf in der Landgemeinde Bouné in Niger.

## Geographie

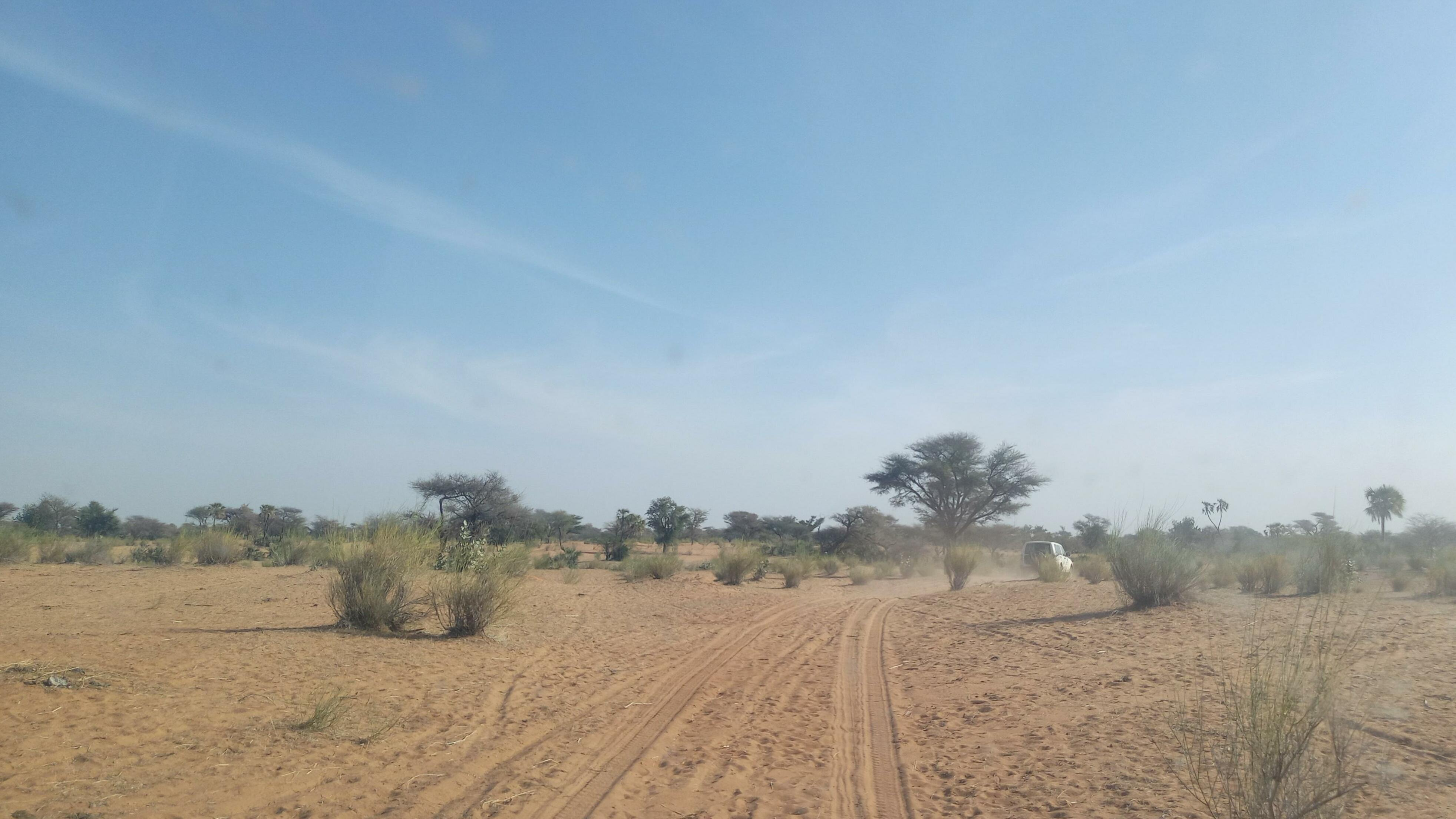
Landschaft unmittelbar südlich des Dorfs Gamdou (2023)

Das Dorf befindet sich rund 23 Kilometer südwestlich des Hauptorts Bouné der gleichnamigen Landgemeinde, die zum Departement Gouré in der Region Zinder gehört. Zu weiteren Siedlungen in der Umgebung von Gamdou zählen Komizabéwa im Osten und Zagari Manga im Südwesten.
Gamdou besteht aus zwei Ortsteilen, die jeweils von eigenen traditionellen Ortsvorstehern (chefs traditionnels) geleitet werden: Gamdou Dida und Gamdou Sofo. Das Dorf liegt auf einer Höhe von 367 m und hat den Charakter einer Oase. Es herrscht das Klima der Sahelzone vor, mit einer durchschnittlichen jährlichen Niederschlagsmenge zwischen 300 und 400 mm.

## Bevölkerung
Bei der Volkszählung 2012 hatte Gamdou 1393 Einwohner, die in 238 Haushalten lebten. Bei der Volkszählung 2001 betrug die Einwohnerzahl 853 in 155 Haushalten und bei der Volkszählung 1988 belief sich die Einwohnerzahl auf 396 in 167 Haushalten.
Die Bevölkerungsdichte in diesem Gebiet ist mit über 100 Einwohnern je Quadratkilometer hoch.

## Wirtschaft und Infrastruktur
Das Gebiet der Ebenen im Süden der Region Zinder, in dem Gamdou liegt, ist von einer anhaltenden Degradation der ackerbaulichen Flächen gekennzeichnet, die mit der hohen Bevölkerungsdichte in Zusammenhang steht. Im Dorf wird ein Wochenmarkt abgehalten. Der Markttag ist Donnerstag. Mit einem Centre de Santé Intégré (CSI) ist ein Gesundheitszentrum vorhanden. Es verfügt über ein eigenes Labor und eine Entbindungsstation. Es gibt eine Schule im Dorf. In Gamdou wird eine Niederschlagsmessstation betrieben.